# Halde Schwerin

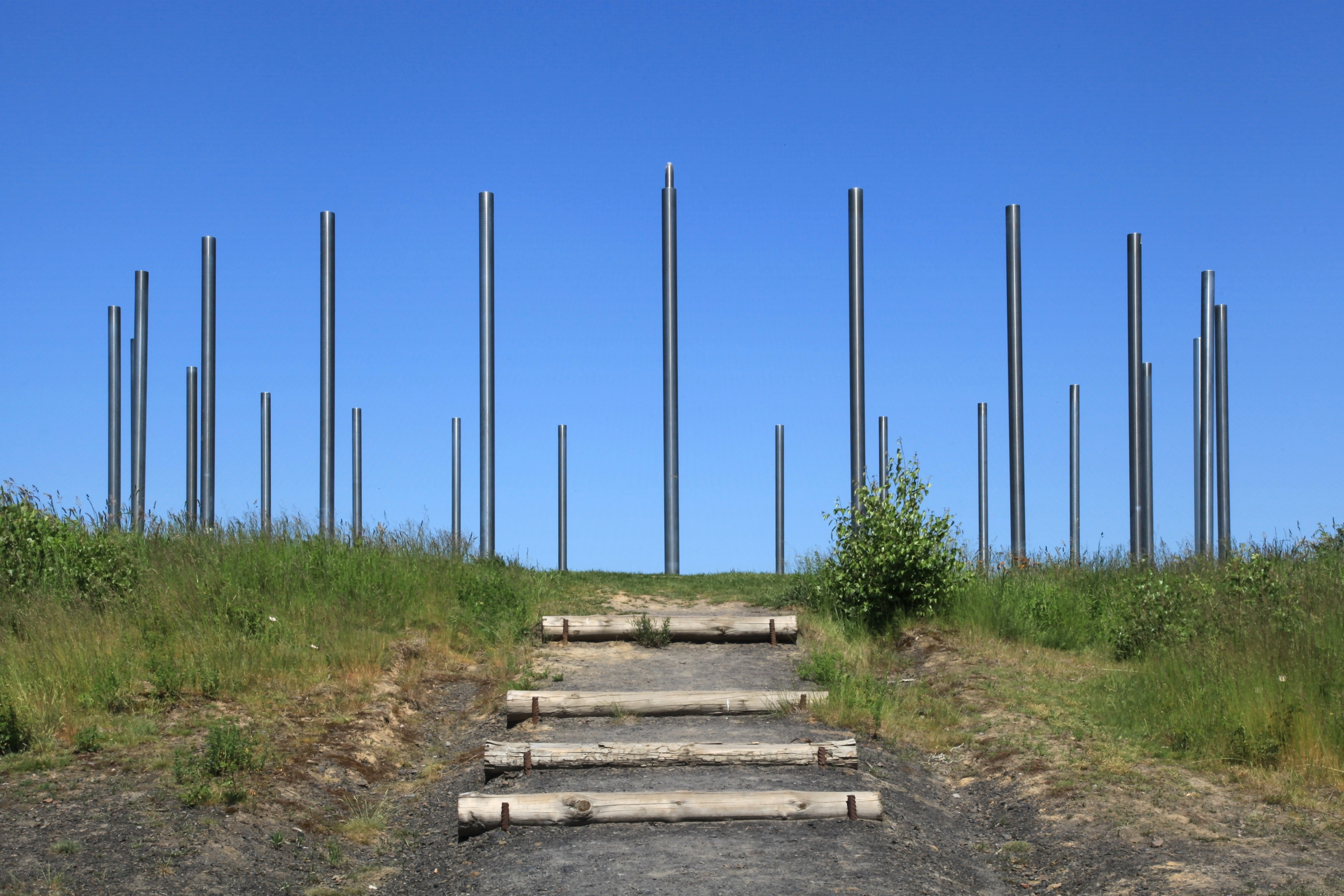
Sonnenuhr auf dem Haldengipfel.

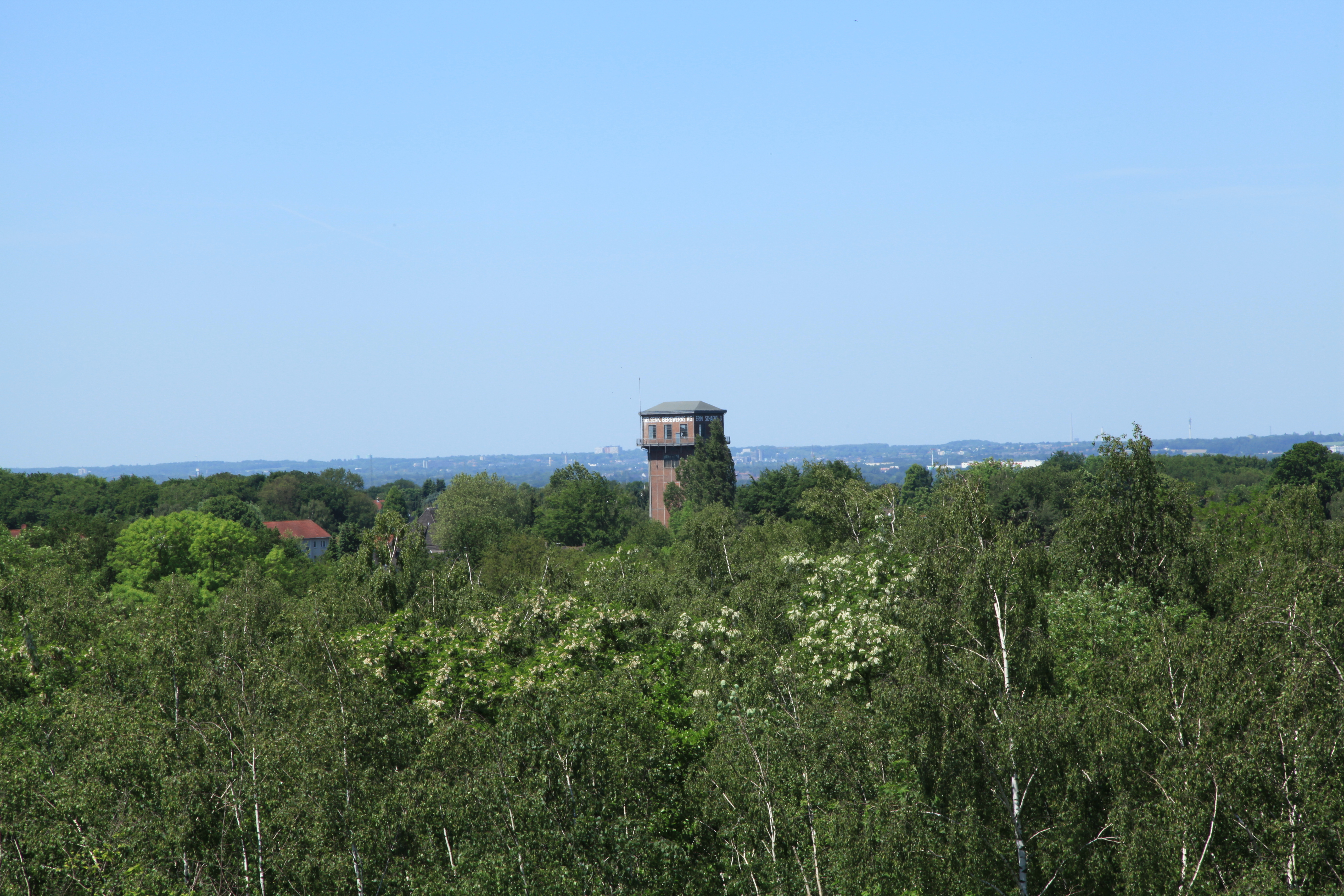
Der Hammerkopfturm des ehemaligen Schachtes Erin 3 und am Horizont die Gegenseite des Emschertales mit den Höhenzügen in Herten und Recklinghausen.

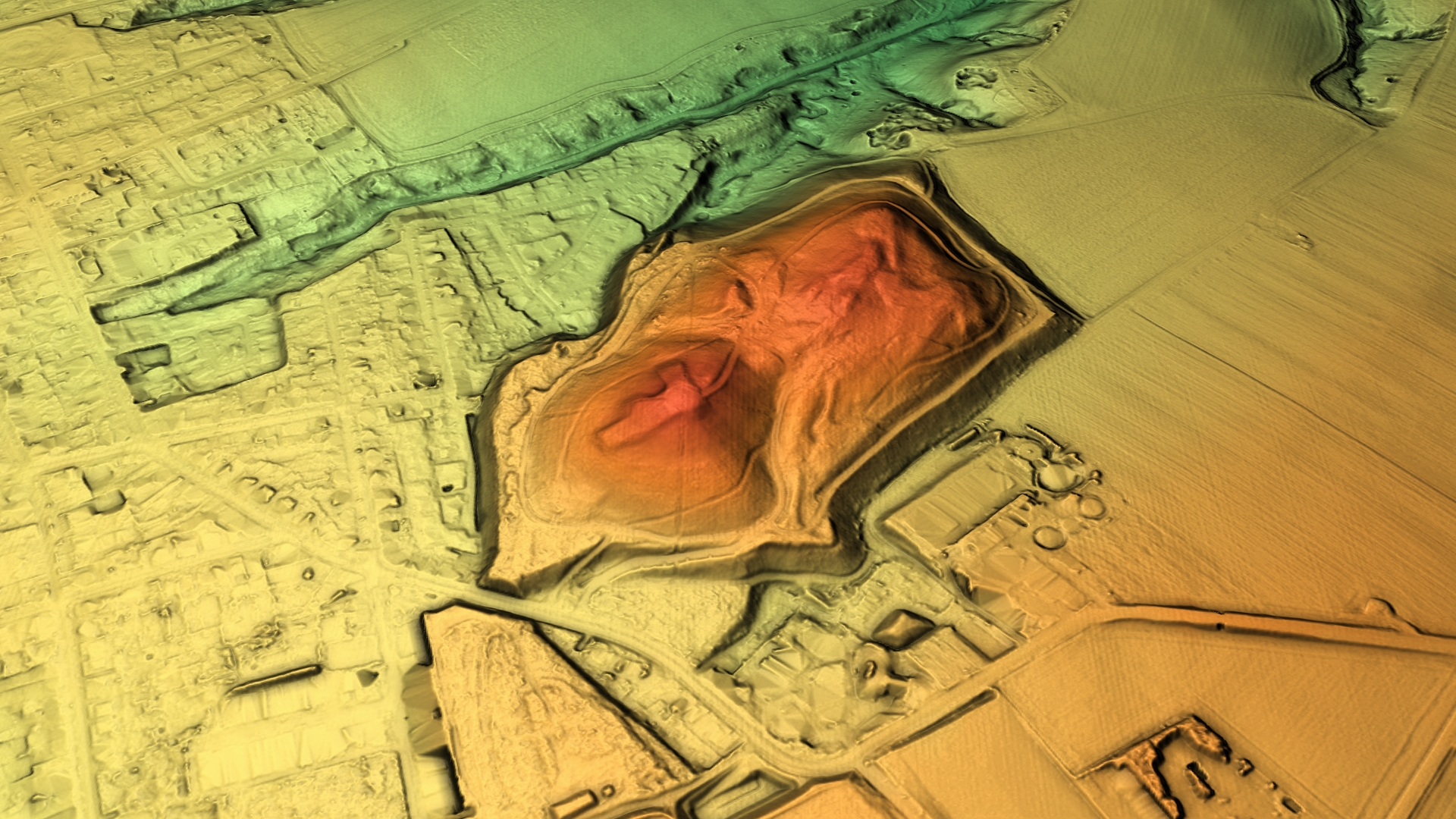
3D-Ansicht des digitalen Geländemodells

Die Halde Schwerin ist die Bergehalde der 1967 stillgelegten ehemaligen Zeche Graf Schwerin in Castrop-Rauxel im Ortsteil Schwerin. Sie ist heute mit 151 m über NN die höchste Erhebung in Castrop-Rauxel und überragt die mit gut 135 m höchsten natürlichen Erhebungen der Castroper Höhen.

## Geschichte

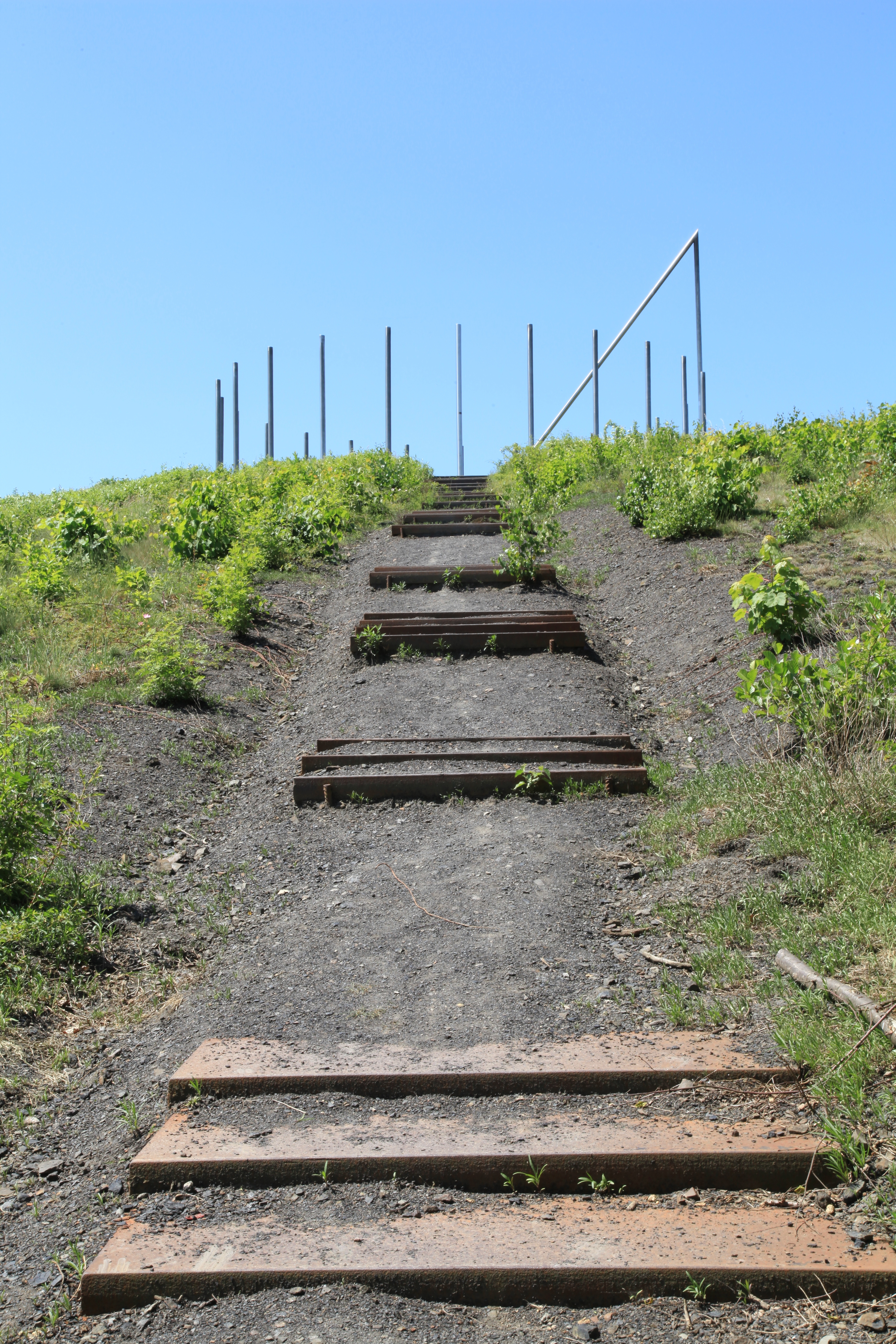
Osttreppe der Halde Schwerin. Das Material der Treppe besteht aus Stahlbrammen.

Nachdem 1976 die Zulassung zum Betrieb der Halde erteilt wurde, schloss man 1983 den Abschlussbetriebsplan ab. Ein Jahr später gewann die Halde den „Bundeswettbewerb für vorbildliche Gestaltung von Industriegelände“. Der Kommunalverband Ruhrgebiet erwarb die Halde im Jahr 1989.
Im Rahmen der Internationalen Bauausstellung Emscherpark wurde die künstliche Halde weiter gestaltet. Seit 1993 befindet sich eine riesige Sonnenuhr auf dem Gipfel. Diese Kunstinstallation wurde von Jan Bormann errichtet und besteht aus 24 im Kreis positionierten Edelstahlstelen. Zudem beinhaltet die nach Norden ausgerichtete Uhr ein erdachsparallel ausgerichtetes Stabdreieck (Polos). Sie hat einen Durchmesser von 16,5 und eine Höhe von 10 Metern.
In der künstlich gestalteten Landschaft sollen Sonnenlicht, Zeit und Energie erlebbar werden. Das Konzept dazu entwarfen Manfred Walz und Georg Kiefer.
In der Mitte des Gipfelplateaus kreuzen sich die nach den Himmelsrichtungen ausgerichteten Achsen der Treppenaufgänge: die Achse der Natur vom (Gruben-)Holz an der Südseite zur Eisenbahnschwelle im Norden und die Industrieachse von der Stahlbramme im Osten zur Eisenbahnschiene im Westen.
Die verschiedenen Materialien sollen die Natur-, Menschheits- und industrielle Geschichte des Reviers widerspiegeln, indem sie Ausgangsmaterial und Produkt zeigen.
Von dem Plateau aus hatte man früher einen guten Überblick über das Emschertal. Durch die im unteren Bereich der Halde wachsenden inzwischen recht hohen Bäume ist die Aussicht nun aber sehr eingeschränkt.
Die Halde Schwerin ist Teil der Route der Industriekultur.